# Vértebra torácica
En anatomía humana, las vértebras torácicas (o vértebras dorsales) son las doce vértebras de la parte central de la columna vertebral. Están a continuación de las cervicales y son más gruesas y menos móviles que estas. A ellas les continúan las vértebras lumbares. Al proceder de la primera vértebra torácica hasta la duodécima, cada una es más voluminosa que la anterior. El tamaño, la forma y el número de las vértebras de otros animales vertebrados varía, por ejemplo, los condrictios, como los tiburones y las rayas, tienen un esqueleto cartilaginoso. La rotura del disco intervertebral es más frecuente en las regiones torácicas y sacras, bien sea por una lesión o por un proceso inflamatorio.

## Características

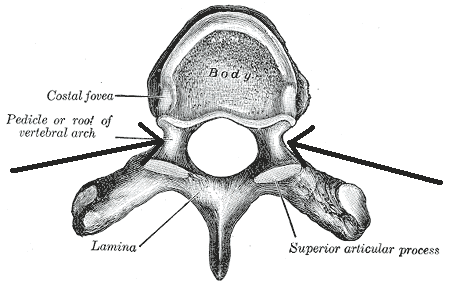
Típica vértebra torácica, vista desde arriba: las flechas apuntan a los pedículos.

Las vértebras torácicas tienen características que comparten con las otras vértebras, así como características peculiares a su grupo vertebral. El cuerpo de cada vértebra torácica de la columna vertebral soporta el peso de la vértebra que se encuentra encima (y del cráneo), mientras que el arco permite crear una zona en forma de canal a lo largo de la columna que protege la médula espinal.
El cuerpo de la vértebra —la parte más voluminosa de la vértebra— localizado en el medio de la región torácica, es ancho tanto antero-posterior como transversalmente, y un tanto más grueso por detrás que por delante. El cuerpo es cilíndrico, con la forma de un corazón, con dos carillas articulares, superior e inferior. Cada carilla articula con la carilla inferior de la vértebra que está por encima y con la carilla superior que está por debajo. Se distinguen de las restantes vértebras de la columna por el hecho de que se articulan con las costillas mediante las articulaciones  costovertebrales, presentan facetas costales en los cuerpos vertebrales  para la unión con las cabezas costales y facetas en las apófisis transversas para la articulación con los tubérculos de las costillas, con la excepción de la vértebra 11va y 12va.
Los pedículos, los pilares a cada lado del cuerpo vertebral, a cada lado de la apófisis espinosa central, se dirigen hacia atrás y un tanto hacia arriba, y los nódulos inferiores son de mayor tamaño y profundidad que en cualquier otra región de la columna vertebral.

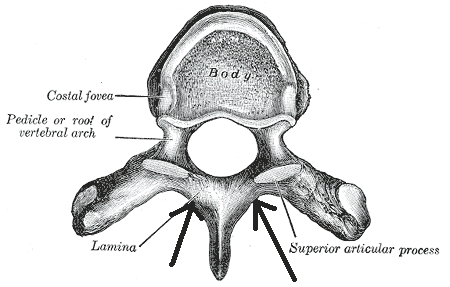
Típica vértebra torácica, vista desde arriba: las flechas apuntan a las láminas.

Las láminas por detrás de los pedículos que forman la mayor parte de la mitad postolateral del agujero raquídeo. Son anchas, gruesas y se sobreponen por encima de aquella de la subsiguiente vértebra, como tejas en un techo.
El  canal vertebral, es relativamente pequeño y de forma sensiblemente circular.
La apófisis espinosa es larga, triangular y se dirige oblicuamente hacia abajo, y termina en una extremidad tuberculada. Esta apófisis espinosa se sobrepone una a la otra a partir de la quinta hasta la octava, perdiendo la dirección oblicua de las restantes.
Cada una de las apófisis articulares superiores (hay una a cada lado) es una placa plana de hueso que se proyecta desde la unión de los pedículos y las láminas, se dirige hacia atrás y levemente hacia afuera, por medio del cual se articula con el hueso adyacente por arriba.
Cada una de las apófisis articulares inferiores (hay una a cada lado) está fusionada también con las láminas, y sus facetas articulantes se dirigen hacia adelante y hacia el medio, para encajar con la apófisis superior de la vértebra por abajo.
Las apófisis transversas —una derecha y otra izquierda— parten del arco detrás de la apófisis articular superior y los pedículos. Son muy anchas, fuertes, considerablemente largas, e inclinadas hacia atrás y abajo, y terminan en una extremidad cuboidal, delante de la cual hay una superficie pequeña y cóncava para la articulación del tubérculo de la costilla respectiva. No se observa ningún agujero en esta apófisis, como sí lo tienen las vértebras cervicales.

## Vértebras torácicas peculiares

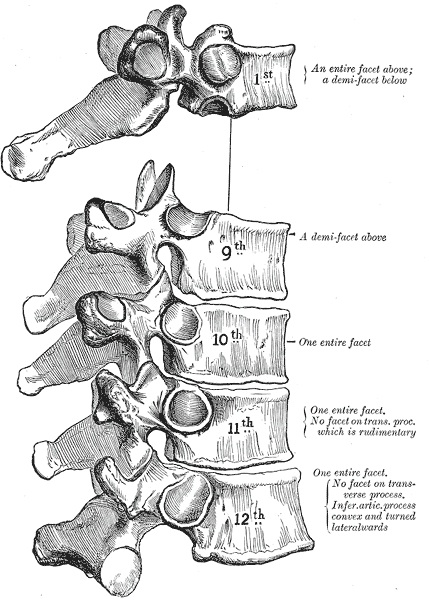
La primera y luego desde la novena hasta la duodécima vértebra y sus peculiaridades.

La primera vértebra torácica, denominada T1, es atípica, en comparación con las otras vértebras torácicas. Las vértebras T9 a T12 son igualmente atípicas, debido a sus características peculiares.

### Primera vértebra torácica (T1)
El cuerpo de la primera vértebra torácica es ancho transversalmente, su superficie superior es cóncava y con labios ascendentes en cada lado. En el borde superior de su cuerpo hay una fosita costal completa para la cabeza de la primera costilla y, más abajo, una hemicarilla en el borde inferior para la parte superior de la cabeza de la segunda costilla.
Las superficies articulares superiores se dirigen hacia atrás y la apófisis espinosa es gruesa, larga y casi horizontal. Las apófisis transversas son también largas y las hendiduras vertebrales son más profundas que en las otras vértebras torácicas y las lumbares.

### Segunda vértebra torácica (T2)
Presenta todas las características de una vértebra tipo, se diferencia al igual que la T3, T4, T5 por tener su carilla articular de la apófisis transversa cóncava, y excavada.

### Tercera vértebra torácica (T3)
Presenta todas las características de una vértebra tipo, se diferencia al igual que la T2, T4, T5 por tener su carilla articular de la apófisis transversa cóncava, y excavada.

### Cuarta vértebra torácica (T4)
Presenta todas las características de una vértebra tipo, se diferencia al igual que la T2, T3, T5 por tener su carilla articular de la apófisis transversa cóncava, y excavada.

### Quinta vértebra torácica (T5)
Presenta todas las características de una vértebra tipo, se diferencia al igual que la T3, T4, T2 por tener su carilla articular de la apófisis transversa cóncava, y excavada.

### Sexta vértebra torácica (T6)
Presenta todas las características de una vértebra tipo, se diferencia al igual que la T7, T8 y T9, por poseer carillas articulares planas en la apófisis transversa, apófisis espinosa y escotadura vertebral superior. (articulares superiores)

### Séptima vértebra torácica (T7)
Presenta todas las características de una vértebra tipo, se diferencia al igual que la T6, T8 y T9, por poseer carillas articulares planas en la apófisis transversa. (articulares superiores)

### Octava vértebra torácica (T8)
Presenta todas las características de una vértebra tipo, se diferencia al igual que la T6, T7 y T9, por poseer carillas articulares planas en la apófisis transversa. (articulares superiores)

### Novena vértebra torácica (T9)
La vértebra T9 puede no presentar facetas articulares inferiores para la décima costilla de cada lado. En algunos individuos puede presentar dos carillas articulares en cada lado. De ser así, la T10 tendrá semifacetas en vez de facetas completas para la décima costilla.
Se diferencia al igual que la T7, T8 y T6, por poseer carillas articulares planas en la apófisis transversa. (articulares superiores)

### Décima vértebra torácica (T10)
La vértebra T10 tiene una hemicarilla en cada lado, localizada parcialmente sobre la superficie lateral del pedículo. No posee facetas inferiores, se aprecia en la pieza ósea, al palpar una pequeña tuberosidad, ya que las costillas inferiores a la décima solo poseen una carilla en su cabeza.

### Undécima vértebra torácica (T11)
En la vértebra T11, el cuerpo se acerca en forma y tamaño a la de las vértebras lumbares. Las facetas articulares para las costillas son carillas completas y están localizadas generalmente sobre los pedículos, los cuales son a su vez más resistentes que en el resto de la región torácica. No posee facetas inferiores
El apófisis espinoso es corto y casi horizontal. La apófisis transversa es también corta, tuberculada en su extremidad y no tienen facetas articulares.

### Duodécima vértebra torácica (T12)
La vértebra T12 es de características muy similares a la T11 (al igual que T11 posee carillas completas en la parte superior del cuerpo vertebral, y no posee carillas en la parte inferior del cuerpo vertebral) ; pero se distingue de ella por sus superficies articulares inferiores, que son convexas y se dirigen hacia los lados para cuadrar con la de la primera vértebra lumbar. Por la forma general del cuerpo, las láminas y la apófisis espinosa, la cual se asemeja a una vértebra lumbar, y por cada apófisis transversa, se puede dividir en tres elevaciones: una superior, una inferior —que corresponden con las apófisis accesorias y mamilares de la vértebra lumbar— y un tubérculo lateral. Se pueden presenciar remanentes de estas tuberosidades en las apófisis transversas de las vértebras

## Imágenes

Columna vertebral.
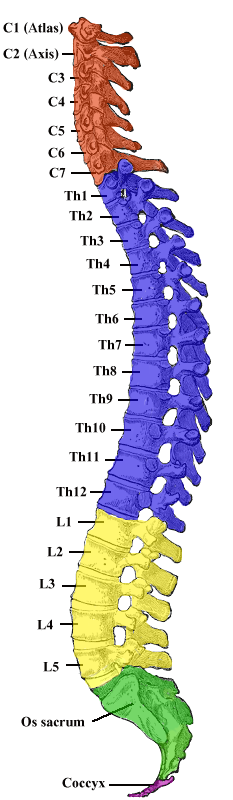
Columna vertebral.
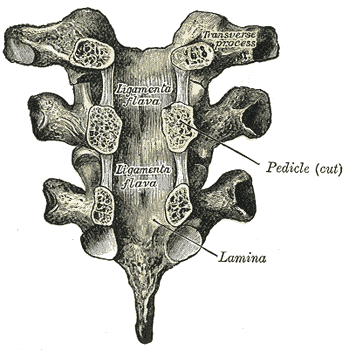
Arcos de tres vértebras torácicas vistas desde el frente.
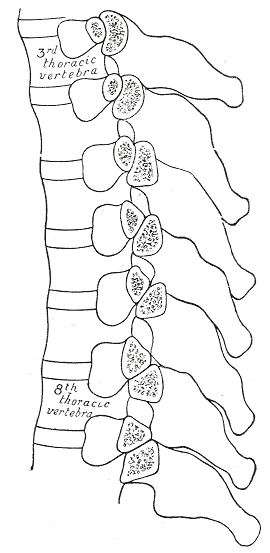
Sección de la articulación vertebral desde la tercera hasta la novena vértebra dorsal, inclusive.